# Maison des Deux Amis
La maison des Deux Amis est un monument situé dans la commune française du Mans dans le département de la Sarthe et la région Pays de la Loire.

## Historique
La maison dite des Deux Amis est classée au titre des monuments historiques par arrêté du 12 août 1946.

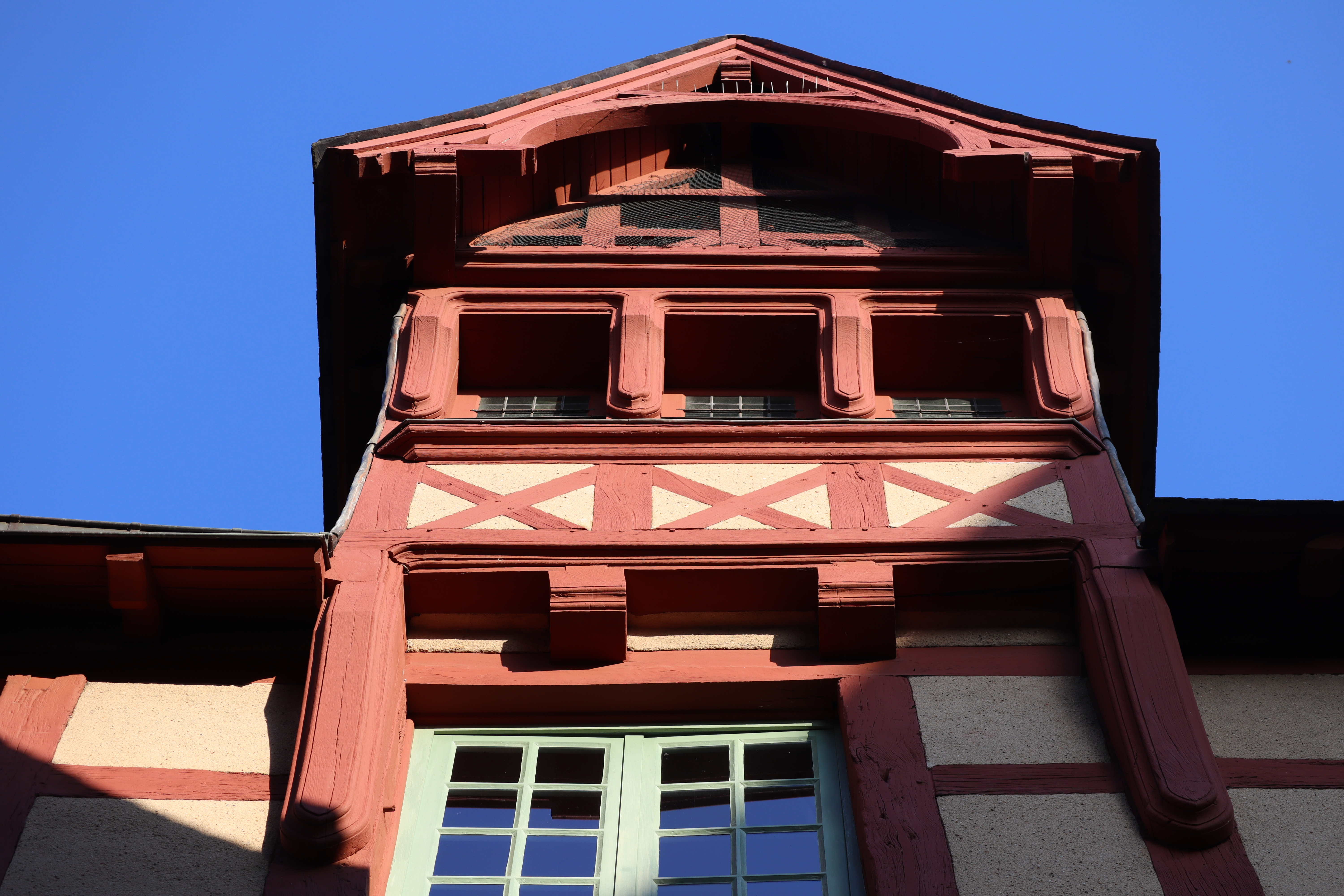
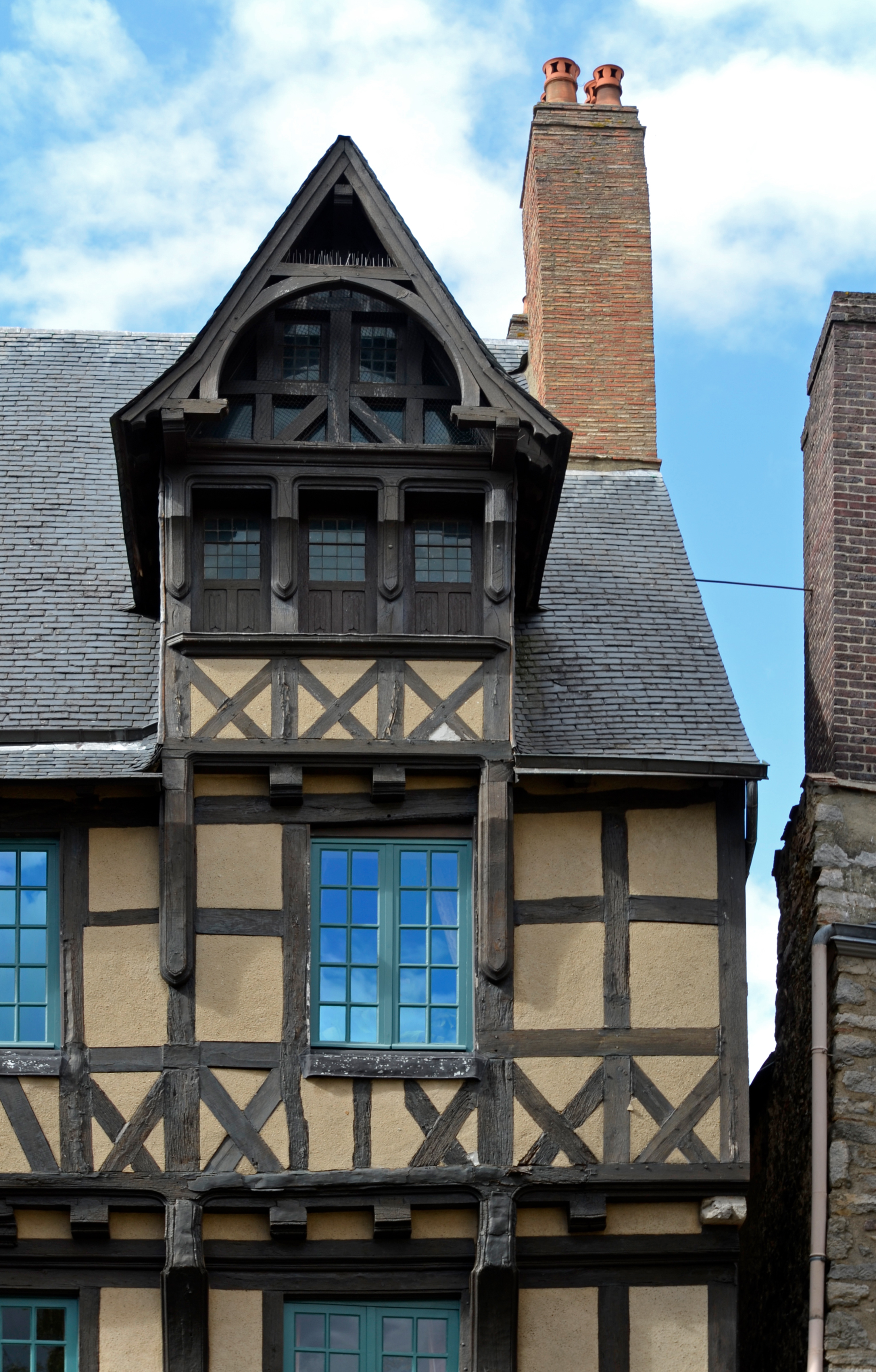
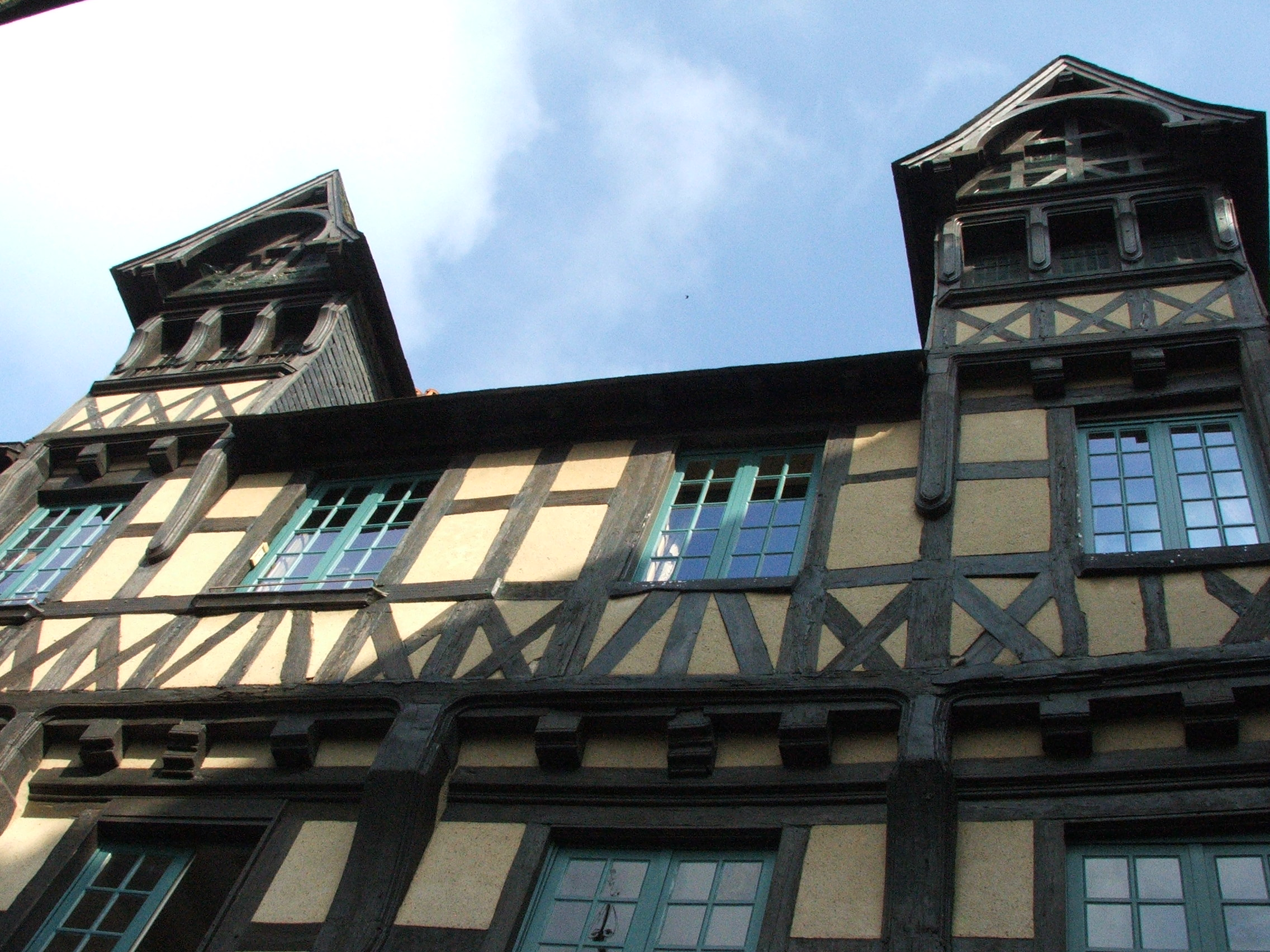
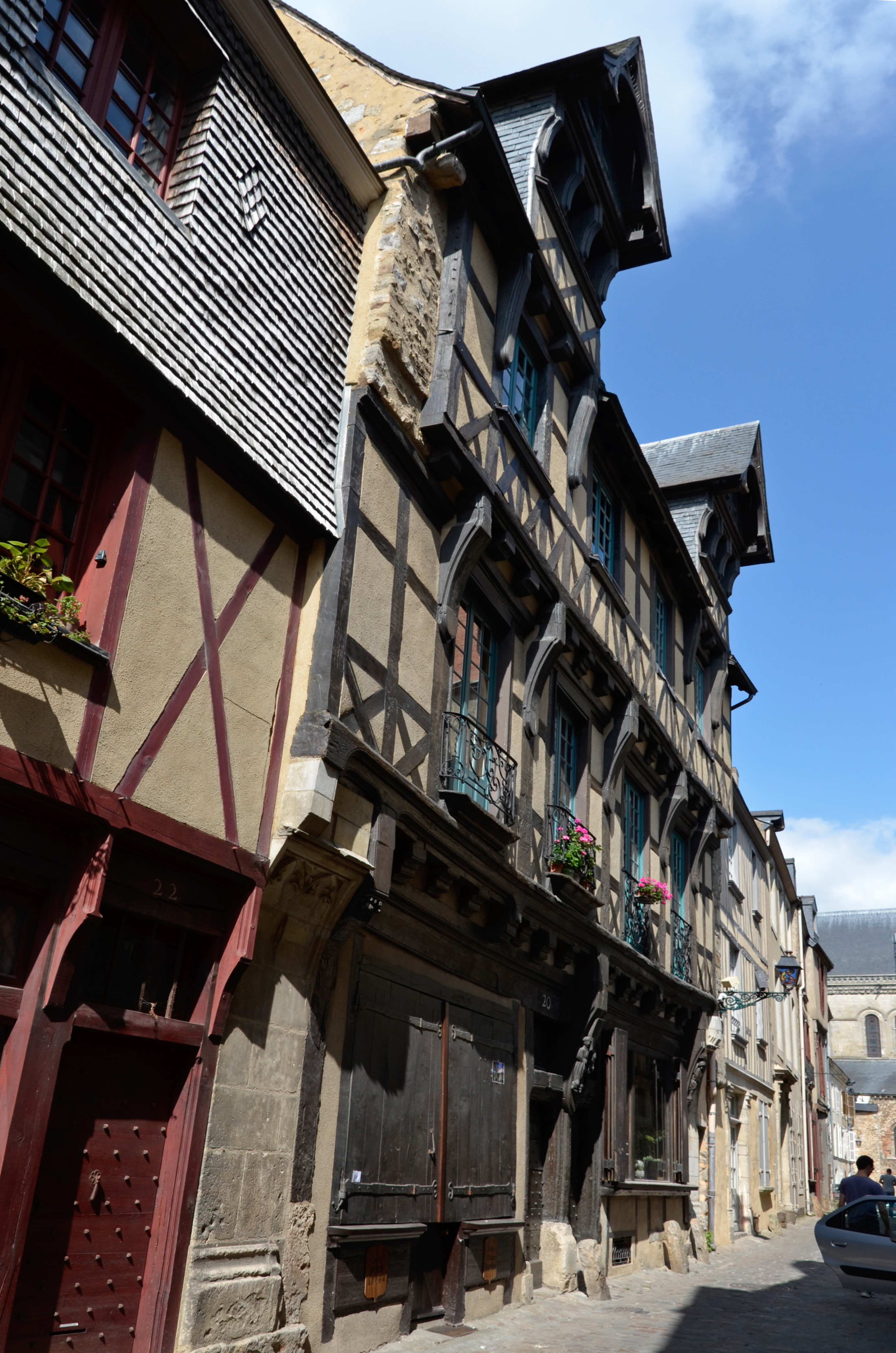